# Heinrich Droege
Heinrich Droege (* 6. August 1933 in Frankfurt am Main; † 2. November 2011 ebenda) war ein deutscher Schriftsteller. Er wird gemeinhin der Arbeiterliteratur zugerechnet.

## Leben
Heinrich Droege wurde in Frankfurt am Main geboren und verbrachte dort auch sein Leben. Er machte eine Ausbildung zum Werkzeugmacher, arbeitete 3 Jahre in dem Beruf, um dann später als Fernmeldetechniker zu arbeiten. Er war Mitglied der Deutschen Postgewerkschaft, Vorstandsmitglied der Ortsverwaltung der Gewerkschaft und im Amtsgruppenvorstand des Fernmeldeamtes 2 in Frankfurt am Main. Seit 1990 war er als Freier Schriftsteller tätig. 
Gemeinsam mit Ernst Petz war er 1991 Mitgründer und Co-Verleger des Aarachne-Verlages, als Herausgeber diverser Anthologien und Schriften, als Gewerkschafter (seit 1948) und als Funktionär im Literaturbetrieb tätig. So war er Bundesvorsitzender des Werkkreises Literatur der Arbeitswelt und Gründungsmitglied sowie erster Vorsitzender der Literaturgesellschaft Hessen. 
Sein Werk beschäftigte sich hauptsächlich mit Fragen der Arbeitswelt, umfasst auch die Themen Tod und gesellschaftliche und politische Fragen. Sein Werk wird gemeinhin der Arbeiterliteratur zugerechnet. Insgesamt hat er als Schriftsteller und Herausgeber rund 17 Bücher publiziert.
Heinrich Droege starb am 2. November 2011 in Frankfurt am Main an den Folgen eines Krebsleidens. Er wurde auf dem Waldfriedhof Goldstein beigesetzt.

### Sonstiges
Sein Nachlass befindet sich im Fritz-Hüser-Institut für Literatur und Kultur der Arbeitswelt in Dortmund.

## Werk (Auswahl)
- Vertrauensleute berichten (Reportagen), Fischer-Taschenbuch-Verlag, Frankfurt am Main, 1979, (als Herausgeber). ISBN 3-596-22179-X
- Betriebsräte berichten (Reportagen), Europäische Verlagsanstalt, Köln, 1977, (als Herausgeber). ISBN 3-434-10086-5
- Ihr habt nicht zuviel Zeit! (Reportagen), Büchergilde Gutenberg, Frankfurt am Main, 1983. ISBN 3-7632-2770-9
- Geschichte von Karl und Heinrich, Kurzgeschichten, dipa-Verlag, Frankfurt am Main, 1987. ISBN 3-7638-0440-4
- Leben nur Leben, Aarachne-Verlag, Frankfurt am Main, 1996. ISBN 3-85255-017-3
- Nächte der Penelope, Liebesgeschichten, Aarachne-Verlag, Frankfurt am Main, 1998. ISBN 3-85255-030-0
- Opernbrand, Roman, Aarachne-Verlag, Frankfurt am Main, 2001. ISBN 3-85255-052-1 Lachen, auslachen, verlachen: Texte zum Lachen und über das Lachen, Anthologie, (Herausgeber), Aarachne-Verlag, Frankfurt am Main, 2003. ISBN 3-85255-071-8
- Begegnungen mit Arno Schmidt, BrennGlas Verlag Assenheim